# Programme d'exemption de visa
Le programme d'exemption de visa (PEV, en anglais : Visa Waiver Program ou VWP) est un programme du gouvernement fédéral des États-Unis permettant aux citoyens des pays concernés de voyager aux États-Unis, y compris en cas de transit, pour une période maximale de 90 jours sans devoir obtenir un visa préalablement. Une demande dans le système électronique d'autorisation de voyage (ESTA) dûment autorisée est néanmoins requise. Il faut également disposer d'un passeport conforme aux critères.
L'ESTA a été mis en place par les États-Unis dans le but de filtrer le flux de voyageurs sur le territoire américain, particulièrement dans les aéroports. L'objectif est de renforcer la sécurité du pays, à travers la lutte contre le terrorisme. Il fait notamment suite aux attentats du 11 septembre 2001 et permet aux États-Unis de faciliter le travail des officiers d'immigration.

## Pays éligibles

Les États-Unis et leurs territoires.
Pays ne requérant pas de visa pour se rendre aux États-Unis.
Pays éligibles au programme d'exemption de visa.

Une liste — comportant actuellement quarante États, principalement européens, entretenant de bonnes relations avec les États-Unis et dits « sûrs » — est définie par les agences américaines de sécurité intérieure. Seuls les citoyens ayant la nationalité de l'un de ces pays, et non seulement ses résidents, peuvent bénéficier du programme d'exemption de visa,.
| - Allemagne - Andorre - Australie - Autriche - Belgique - Brunei - Chili - Corée du Sud - Croatie - Danemark - Espagne - Estonie - Finlande - France | - Grèce - Hongrie - Irlande - Islande - Israël - Italie - Japon - Lettonie - Liechtenstein - Lituanie - Luxembourg - Malte - Monaco - Nouvelle-Zélande | - Norvège - Pays-Bas - Pologne - Portugal - République tchèque - Roumanie - Royaume-Uni - Saint-Marin - Singapour - Slovaquie - Slovénie - Suède - Suisse - Taïwan |

### Autres dispenses de visa
En vertu de cette disposition, les ressortissants des juridictions suivantes peuvent voyager aux États-Unis sans visa:
- Bahamas Les citoyens des Bahamas n'ont pas besoin de visa pour voyager aux États-Unis s'ils demandent leur admission à un précontrôle à la frontière des États-Unis située aux Bahamas.

- Bermudes Les citoyens des territoires britanniques d'outre-mer n'ont pas besoin de visa pour visiter les États-Unis dans la plupart des cas pendant 180 jours maximum.

- Îles Caïmans Les citoyens des territoires britanniques d'outre-mer des îles Caïmans n'ont pas besoin de visa s'ils voyagent directement du territoire vers les États-Unis et présentent un certificat de police indiquant l'absence de casier judiciaire.

- Canada Les citoyens canadiens n'ont pas besoin de visa pour visiter les États-Unis dans la plupart des cas.

- Mexique Certains citoyens mexicains n'ont pas besoin de visa pour voyager aux États-Unis: les fonctionnaires du gouvernement non affectés de manière permanente aux États-Unis et les membres de leur famille qui les accompagnent, titulaires d'un passeport diplomatique ou officiel, pour des séjours allant jusqu'à six mois; les membres des tribus Kickapous du Texas ou de l'Oklahoma, titulaires du formulaire I-872, American Indian Card; et les membres d'équipage des compagnies aériennes mexicaines opérant aux États-Unis. Les autres ressortissants mexicains peuvent voyager aux États-Unis avec une Border Crossing Card, qui fait office de visa et comporte des exigences similaires.

- Îles Turques-et-Caïques Les citoyens des territoires britanniques d'outre-mer des îles Turques et Caïques n'ont pas besoin de visa s'ils voyagent directement du territoire vers les États-Unis et présentent un certificat de police indiquant l'absence de délit

- Îles Vierges britanniques Les citoyens des territoires britanniques d'outre-mer des îles Vierges britanniques peuvent voyager sans visa vers les îles Vierges américaines. Ils peuvent également continuer à voyager vers d'autres régions des États-Unis s'ils présentent un certificat délivré par le département de police des îles Royales Vierges indiquant l'absence de casier judiciaire.

### Citoyens des États fédérés de Micronésie, des Îles Marshall et des Palaos
En vertu du Traité de libre-association, les citoyens des  États fédérés de Micronésie, des  Îles Marshall et des  Palaos (à l’exception des enfants adoptés, des citoyens qui souhaitent adopter pendant leur séjour aux États-Unis et des citoyens de l'un de ces pays qui acquiert la citoyenneté grâce à un Passeport doré) peut entrer, résider, étudier et travailler indéfiniment aux États-Unis sans visa.

### Avenir
Des discussions sont en cours, à des stades plus ou moins avancés, avec l'Argentine, le Brésil, la Bulgarie, Chypre, la Turquie et l'Uruguay pour que ces pays rejoignent le programme.
La Commission européenne demande que les citoyens des États membres ne soient pas discriminés, donc que Bulgarie et Chypre soient également concernés. Faute de quoi, la Commission pourrait demander aux citoyens américains se rendant en Europe un visa, par principe de réciprocité. Cette mesure, demandée par le Parlement européen, a cependant été écartée.

## Passeports autorisés
Trois types de passeports sont possibles : 
1. à lecture optique (selon modèles)
2. électronique comprenant une photographie numérisée sur la puce électronique
3. biométrique.

Chaque ressortissant doit vérifier les conditions propres à son pays. Si un visa est requis il faut contacter l'ambassade des États-Unis, sinon il faut faire la demande électronique via le portail ESTA. Le coût de cette démarche est de 21 dollars. Cette autorisation est valable deux ans.